# Плас-д'Альянс
 Плас-д'Альянс (фр. Place d'Alliance) — площа в центрі Нансі, розташована поряд зі знаменитою Плас-Станіслас. Проєкт площі розробив архітектор Еммануель Ере.

## Історія
За наказом Станісласа Лещинського, герцога Лотаринзького, французький архітектор Еммануель Ере спланував площу Сан-Станіслас, що розташувалася на території колишнього герцогського городу. Площа мала форму квадрата, по периметру якого було збудовано розкішні особняки. 1756 року французьким королем Людовиком XV та імператрицею Марією Терезією Австрійської (дружиною Франца I, імператора Священної Римською імперією та колишнього герцога Лотарингского) було підписано Договір про альянс між Францією та Австрією. Незабаром після цього площа була перейменована в Плас-д'Альянс. На замовлення герцога скульптор Поль-Луї Сіффле створив фонтан на честь Альянсу.
1983 року Плас-д'Альянс разом із Плас-Станіслас та Плас-де-ла-Кар'єр як єдиний архітектурний комплекс було включено до списку світової культурної спадщини ЮНЕСКО.